# Os Eoas
Os Eoas é uma obra literária escrita por Eduardo Pondal, pertencente ao gênero do poema épico, que fala sobre a chegada e a conquista das Américas por Colombo.

## História
Desde 1857 até 1914, Pondal escreveu diversas versões do poema Os Eoas. No ano de 1857 e 1864, publicou fragmentos da obra. De tempos em tempos, rumores sobre a publicação definitiva do poema surgia, e o próprio Pondal anunciava a finalização da obra, mas de fato a publicação nunca ocorreu.
O original da versão definitiva do poema foi encontrado dentro de um envelope pelo investigador Manuel Ferreiro, no período em que estava preparando sua tese de doutoramento sobre Pondal, durante sua pesquisa na Real Academia Galega. Dentro do envelope havia milhares de oitivas, entre cartas e correções de textos. Dentre os materiais do envelope, estava uma versão para ser publicada em 1914, e uma carta endereçada ao sobrinho afirmando que iria imprimir a versão.
Entre os anos de 1921 e 1971, foi publicado prévias da obra. Em 1992, Amado Ricón publicou uma reconstrução do poema com 1.124 oitivas, intitulado "Os Eoas: unha aproximación.". Ferreiro, em 2005, publicou o trabalho de Pondal com 285 oitavas.